# Naseema Khatoon
Naseema Khatoon (Muzaffarpur, Bihar) es una activista de los derechos humanos india. Es la fundadora de Parcham, una ONG que trabaja por la rehabilitación de las trabajadoras sexuales y sus familias.

## Biografía
Khatoon nació en Chaturbhuj Sthan, Muzaffarpur en Bihar. Su padre era dueño de un puesto de té y fue adoptado por una trabajadora sexual. De niña fue su abuela adoptiva quien crio a Naseema. Creciendo en una  zona roja, la infancia de Khatoon estuvo llena de pobreza, falta de educación y de escondites durante las redadas policiales. Su único consuelo era que ella y sus hermanos no fueron empujados al trabajo sexual. Las cosas mejoraron para ella en 1995, cuando la oficial de la IAS, Rajbala Verma, decidió crear programas alternativos para las trabajadoras sexuales y sus familias. Khatoon se inscribió en uno de esos programas, llamado "Better Life Option", ganando hasta ₹ 500 al mes por el trabajo de crochet aunque se enfrentó a muchas reacciones violentas de sus vecinos y a la ira de su padre que la envió a casa de su abuela materna en Sitamarhi  Boha Tola. Sin embargo, el coordinador de la ONG convenció a su padre y le dio la oportunidad de ir a Mumbai para completar su educación básica en la ONG.
En 2001, regresó a Muzaffarpur y descubrió que la situación de las trabajadoras sexuales seguía siendo la misma por lo que decidió formar Parcham, una ONG dedicada a rehabilitar tanto a trabajadoras sexuales como a sus familias. Comenzó organizando obras de teatro en la calle para educar a los trabajadores sobre sus derechos y gradualmente avanzó hacia su educación. Pronto, ayudó a iniciar pequeñas industrias de fabricación de bindis, velas, incienso y fósforos en el burdel con la ayuda de préstamos de los bancos locales. Con sus esfuerzos, el número de niñas que se unen como trabajadoras sexuales se ha reducido significativamente.
En 2008, los burdeles de Boha Tola en Sitamarhi fueron asaltados y quemados. Naseema y Parcham acudieron al rescate de las trabajadoras sexuales y sus familias, luchando por sus derechos. Con su trabajo logró atraer la atención del gobierno local sobre los problemas que enfrentan los vecinos de los burdeles. En el "Vikas Yatra" del entonces ministro principal de Bihar Nitish Kumar en Sitamarhi en 2008, ella personalmente atrajo su atención sobre el incidente en Boha Tola, y le pidió que recopilara los datos de todas las trabajadoras sexuales en Bihar. Un año después, la Corporación para el Desarrollo de la Mujer (WDC) de Bihar aceptó sus sugerencias de realizar encuestas en las zonas de luz roja. Además logró abrir un centro de estudios de IGNOU en su residencia en Shukla Road en Chaturbhuj Sthan, e incluso convenció a LIC India de iniciar un plan de seguro llamado Jeevan Madhur para las trabajadoras sexuales, con una prima mínima de 25 rupias semanales.
En 2004, bajo la bandera de Parcham, Khatoon ayudó a iniciar Jugnu (transl. luciérnaga) un periódico de cinco páginas sobre las trabajadoras sexuales. Escrito a mano, editado y fotocopiado íntegramente por los hijos de las trabajadoras sexuales. Jugnu es ahora una revista mensual de 32 páginas que cubre historias como violaciones y entrevista a trabajadoras sexuales en todo el estado de Bihar y vende alrededor de mil copias. Otros aspectos destacados de la revista incluyen pinturas y cartas destacadas con la propia letra del autor. La revista tiene su sede en Hafizee Chowk, Sukla Road en Muzaffarpur.
En 2012, Naseema participó pidiendo justicia para una víctima menor de violación en grupo en Sikar, cerca de Delhi.

### Vida personal
En 2003 en una conferencia Naseema conoció a un activista social  y se casó con él en 2008, es de Jaipur, Rajasthan, y juntos tienen un hijo.